# AIM-9 Sidewinder
AIM-9 Sidewinder är en värmesökande jaktrobot med kort räckvidd av amerikanskt ursprung. Roboten har fått namnet Sidewinder efter en amerikansk skallerorm (sidvindare, Crotalus cerastes) som använder värmesyn för att hitta sina byten. Roboten togs i tjänst av US Navy i mitten av 1950-talet och varianter av den finns fortfarande i tjänst. USA:s flygvapen ersatte sin värmesökande jaktrobot AIM-4 Falcon med Sidewinder efter dåliga erfarenheter med Falcon under Vietnamkriget.
AIM-9 Sidewinder har en infraröd målsökare som styrs mot värmekällor. Det betyder att det krävs bra väder för att kunna användas. När det anfallande flygplanet nått ett gynnsamt läge för anfall aktiverar piloten robotens målsökare, och när roboten har låst på målet ändras tonen i pilotens hörlurar och roboten kan avfyras. Det fientliga planet kan för att undgå att träffas göra kraftiga undanmanövrar eller använda motmedel i form av värmefacklor samt minska motoreffekt för att minska avgastemperaturen. Skjutavstånden varierar med höjden; högre höjd innebär mindre luftmotstånd. På hög höjd är skjutavståndet cirka 3 000 meter. AIM-9 Sidewinder flyger med överljudsfart och betraktas som en korthållsrobot. 
Amerikanska robot- och raketsystem betecknas med en treställig bokstavskod som betecknar vapnets användning och typ, i fallet AIM-9 står detta för A=Air-launched (varifrån vapnet skjuts), I=Intercept-aerial (vapnets uppgift), M=Guided missile (typ av vapen).

## Sovjetisk kopia
I samband med den andra krisen i Taiwansundet 1958 exporterade USA AIM-9B till Taiwan. Taiwans flygvapen förfogade över F-86 Sabre som var något underlägsna Folkrepubliken Kinas MiG-17. För att snabbt förstärka Taiwans flygvapen så överförde USA ett par dussin av den helt nya AIM-9B tillsammans med personal som kunde modifiera flygplanen så att dessa kunde bära robotarna. Den 24 september 1958 fick robotarna sitt elddop och en första MiG-17 sköts ner. Den 28 september träffades en kinesisk MiG-17 av en Sidewinder som inte exploderade, det kinesiska flygplanet landade senare med den oexploderade roboten i flygkroppen. Utifrån denna robot som överlämnades till Sovjetunionen, kopierades den som Vympel K-13.

## Varianter
- AIM-9A prototyp
- AIM-9B den första produktionsvarianten som började användas 1956. Målsökaren bestod av en okyld sensor med blysulfid bakom en noskon av glas. Detta gjorde att målsökaren var okänslig för mål svalare än utblåset på en jetmotor vilket begränsade roboten till att användas mot ett fientligt plans baksektor. Roboten var från början tänkt att användas mot bombplan som endast manövrerade måttligt, vilket gjorde användningen mot i luftstrid mot MiG-17 på låg höjd något av en utmaning. Trots begränsningar som en maximal lastfaktor på 2g vid avskjutning och en målsökare som gärna låste på solen, uppnådde den resultat i form av 28 nedskjutningar mot 175 avfyrade robotar mellan 1965 och 1968.[2]
- AIM-9C variant utvecklad för flottans F-8 Crusader med en semiaktiv radarmålsökare. Endast tillverkad i cirka 1000 exemplar av Motorola mellan 1965 och 1967, varav många senare byggdes om till antiradarroboten AGM-122 Sidearm.[2]
- AIM-9D var ett svar på de begränsningar i prestanda som AIM-9B som US Navy tidigt såg och kom att bli den första i flottans gren av Sidewinder-familjen. Största skillnaden var kylning av blysulfidsökaren med kvävgas, vilket ökade känsligheten. Kvävgasen tillhandahölls av en sexliters kvävgasflaska i robotlavetten LAU-7. Svepfrekvensen hos sökaren ökades från 70 Hz till 125 Hz och materialet i noskonen byttes från glas till magnesiumfluorid, som har betydligt högre genomsläpplighet för långvågig IR-strålning. Nosen fick även en mer aerodynamisk elliptisk profil. Produktionen startade i slutet av 1950-talet och cirka 1000 robotar byggdes av Ford Aerospace.[2]
- AIM-9E  var US Air Force' svar på bristerna hos AIM-9B, men på grund av att man var involverad i flera robotprojekt samtidigt så dröjde förbättringarna av Sidewinder längre än hos flottan. Målsökaren förbättrades med hjälp av ett Peltierelement som kylde blysulfidsökaren. Nosen fick en konisk profil och gjordes i magnesiumfluorid. Canardvingarna formades som ett dubbeldelta med rektangulära spetsar. I övrigt behölls stridsspetsen och raketmotorn. Totalt robotar 5000 byggdes om från AIM-9B.[2]
- AIM-9G var en vidareutveckling av AIM-9D för flottan. Den gav möjlighet att peka målsökaren i riktning mot målet innan avskjutning utan att behöva peka hela roboten samt flygplanet som bar den.[2]
- AIM-9H var i stort sett en AIM-9G men med elektroniken uppbyggd med halvledare i stället för radiorör vilket dramatiskt ökade tillförlitligheten, detta då tidigare versioner hade haft problem vid upprepade hangarfartygslandningar. Mer än 3000 byggda.[2]
- AIM-9J var en förbättring av AIM-9E för flygvapnet med delar av elektroniken uppbyggd med halvledare och kraftigare styrservon. Totalt 6700 byggdes om från AIM-9B[2]AIM-9L

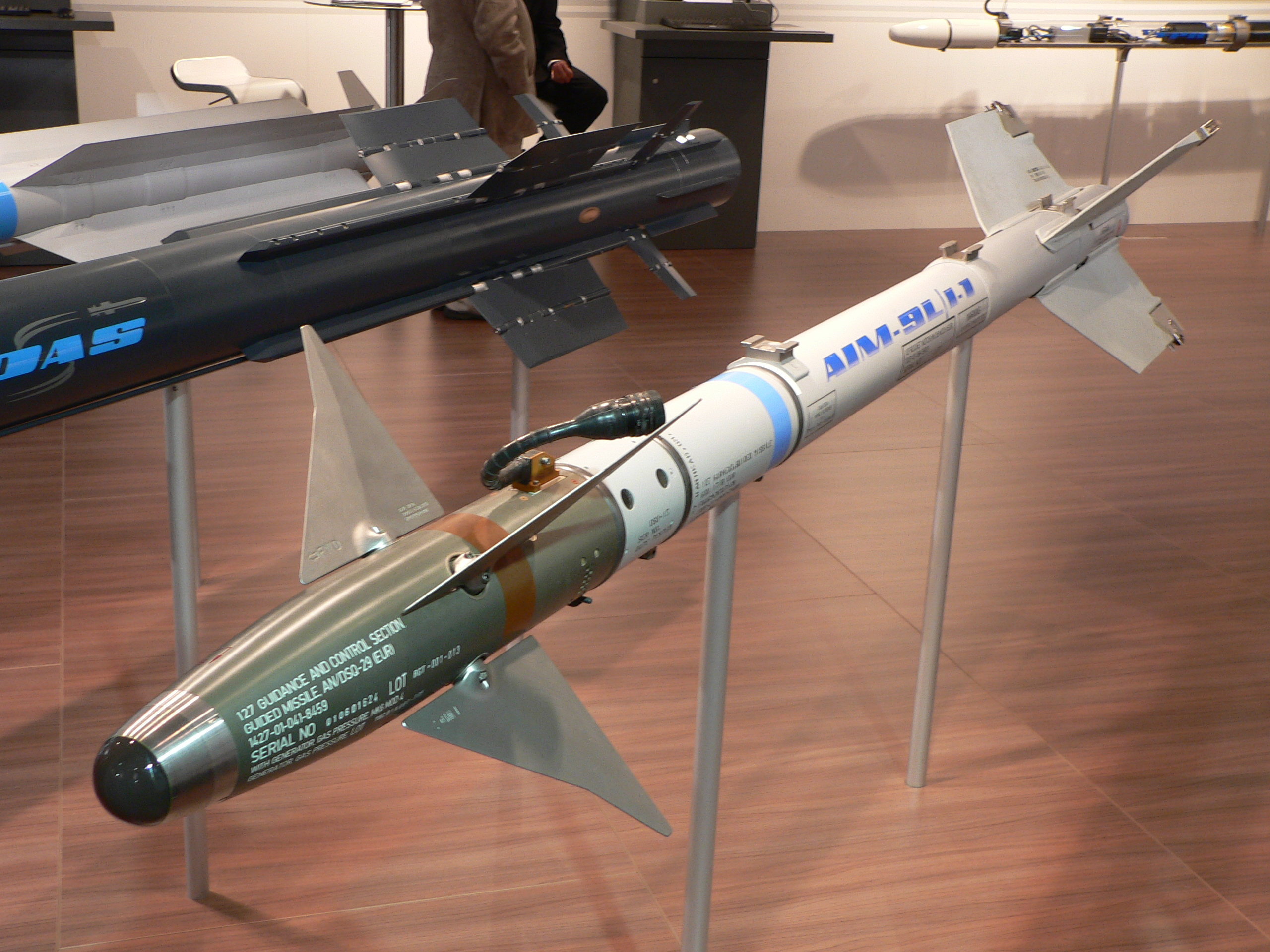
AIM-9L

- AIM-9L var den första Sidewindern som inte var begränsad till att endast kunna skjutas mot mål bakifrån. Lärdomarna från Vietnamkriget och Oktoberkriget var att de tidigare Sidewinder-varianterna fungerade dåligt vid strider på låg höjd på grund av bakgrundsvärmestrålningen från marken och mål som manövrerade kraftigt. Roboten är i stort sett en AIM-9H med ny målsökare och nytt zonrör. Målsökaren har en indium-antimon-detektor med högre känslighet, vilken kyls med argongas från en behållare i roboten. Denna högre känsligheten gjorde det möjligt att låsa på mål från alla vinklar. Det tidigare passiva zonröret som hade reagerat på värmen från utblåset från målets jetmotor ersattes med ett laserzonrör.[2]
- AIM-9M är en förbättring av AIM-9L med en motor som avger mindre rökspår och en sökare som är mer motståndskraftig mot störning. Den började tillverkades 1982.[2]
- AIM-9N en mindre förbättring av AIM-9J som började tillverkas 1973 av Ford Aerospace, totalt tillverkades närmare 7000 exemplar.[2]
- AIM-9P exportversion av AIM-9J/N[2]
- AIM-9R började utvecklas 1987 åt flottan, med en bildalstrande Focal Plane Array-målsökare. På grund av tekniska problem som begränsade sökaren till användning dagtid lades projektet ner.[2]
- AIM-9X är den senaste versionen av Sidewinder-familjen. Den togs i tjänst i november 2003. Den började utvecklas efter att utvecklingsarbetet på det europeiska alternativet AIM-132 ASRAAM hade stannat av och inför hotet från Sovjets nya korthållsrobot Vympel R-73. Den har en bildalstrande Focal Plane Array-målsökare, vektorstyrning samt roder i fenorna längst bak istället för de främre canarderna.[2]
- AGM-87 Focus var en attackrobot baserad på AIM-9B som användes under en period i början av Vietnamkriget.
- AGM-122 Sidearm är en antiradarrobot baserad på AIM-9C.

## Användning i Sverige
I svenska försvaret förekommer tre varianter av AIM-9 Sidewinder.

### Varianter
- Rb 24B är den första produktionsvarianten AIM-9B och började tillföras det svenska flygvapnet 1960.[3]
- Rb 24J är i stort sett exportvarianten AIM-9P-3 och började tillföras det svenska flygvapnet 1977. Skillnaden mellan AIM-9P-3 och Rb 24J var ett laserzonrör utvecklat i Sverige.
- Rb 74 är den betydligt mer kapabla AIM-9L som började tillföras det svenska flygvapnet 1986.

### Flygplanstyper isvenska flygvapnetsom använde eller använder Sidewinder
- J 29 F: Rb 24B
- J 32B: Rb 24B,
- J 35: Rb 24B, Rb 24J
- AJ 37, SH 37, SF 37: Rb 24B, Rb 24J
- JA 37: Rb 24J, Rb 74
- JAS 39: Rb 24J, Rb 74

## Användning i USA
I samband med Kinesiska ballongincidenten 2023 sköts en ballongen framgångsrikt ner den 4 februari 2023 på en höjd av 18 km av en AIM-9X missil, avfyrad från en F-22 Raptor utanför Surfside Beach, South Carolina. Nedskjutningen var den första som registrerades av ett F-22 plan och är den högsta luft-till-luft nedskjutningen i historien. 

## Vidareutvecklade vapen
- AGM-122 Sidearm
- AGM-87 Focus
- MIM-72 Chaparral